# Ana Foxxx
Ana Foxxx (Rialto, 29 ottobre 1988) è un'attrice pornografica statunitense.

## Biografia
Ana Foxxx è nata in California e ha lavorato da giovane in un negozio di alimentari. Successivamente, è entrata nell'industria pornografica nel 2011 a 23 anni, scegliendo come nome Ana Foxxx che ricorda sia la dolcezza che la forza, tratti della sua personalità. Nel 2013 è stata nominata agli AVN come Best New Starlet. Due anni dopo ha fatto il suo debutto alla regia per Filthy Fashion Models.
Nel 2016 ha partecipato accanto ad Abigail Mac, Nikki Benz, Monique Alexander e Romi Rain nel film Ghostbusters XXX Parody,  una parodia porno del reboot femminile di Ghostbusters prodotto per Brazzers. L'anno successivo ha partecipato alla terza edizione di DP Star, un talent edito da Digital Playground.
Nel 2019 ha ottenuto il suo primo AVN per la miglior scena di gruppo, avendo, invece, ottenuto già diversi XBIZ. Nel 2021, insieme ad Abigail Mac, ha condotto e presentato l'edizione degli XBIZ Awards, svoltasi in maniera virtuale.

## Riconoscimenti
- AVN Awards
  - 2019 – AVN Award for Best Group Sex Scene per After Dark con Tori Black, Jessa Rhodes, Mia Malkova, Abella Danger, Kira Noir, Vicki Chase, Angela White, Bambino, Mick Blue, Ricky Johnson, Ryan Driller e Alex Jones[13]
  - 2024 - Most Outrageous Sex Scene per Raining Blood con Tommy Pistol[14]
- XBIZ Awards
  - 2017 – Best Sex Scene - Gonzo Release per Black Anal Asses con Manuel Ferrara[15]
  - 2018 – Best Sex Scene - All Sex Release per Axel Braun's Brown Sugar con Small Hands[16]
  - 2021 – Best Sex Scene - All Girl per Primary con Kira Noir e Serena Blair[17]
  - 2022 – Best Sex Scene – All Girl per Sweet Sweet Scarlett Mae con Scarlit Scandal[18]
  - 2022 – Best Sex Scene - Virtual Reality per Wicked Wedding con Daya Knight, Sommer Isabella, September Reign e John Strong[19]
  - 2025 - Best Sex Scene - All Girl per Come Out to Play: An All-Girls Warriors Parody con Casey Calvert, Lulu Chu, Penny Barber, Leana Lovings, Little Puck, Hailey Rose, Serene Siren, Codi Vore e Jane Wilde[20]